# Giovanni Petrucci (attore)
Giovanni Petrucci (Roma, 5 aprile 1941) è un attore, doppiatore e dialoghista italiano.

## Biografia
Figlio del regista Antonio Petrucci, si è dedicato anche al teatro, portando in scena testi come La cantatrice calva di Eugène Ionesco e Aspettando Godot, ma ha privilegiato il cinema, dove fa il suo esordio nel 1955 ad appena quattordici anni in un film diretto dal padre, Cortile. A partire dal 1960, dove appare nel film L'avventura di Michelangelo Antonioni, la sua attività diventa frenetica: recita in una cinquantina di film di diverso genere, fino al 1980.
Ha recitato in diversi sceneggiati tv come I racconti del maresciallo di Mario Landi del 1968, Ipotesi sulla scomparsa di un fisico atomico di Leandro Castellani del 1972, All'ultimo minuto di Ruggero Deodato del 1973, L'investigatore privato di Vittorio Sala del 1973, Tommaso d'Aquino di Leandro Castellani del 1975 e Ho visto uccidere Ben Barka di Tomaso Sherman del 1978. Ha partecipato come attore a diverse fiction dirette da Rossella Izzo come Caro maestro, Lo zio d'America, Ricomincio da me e Fratelli detective.

## Filmografia

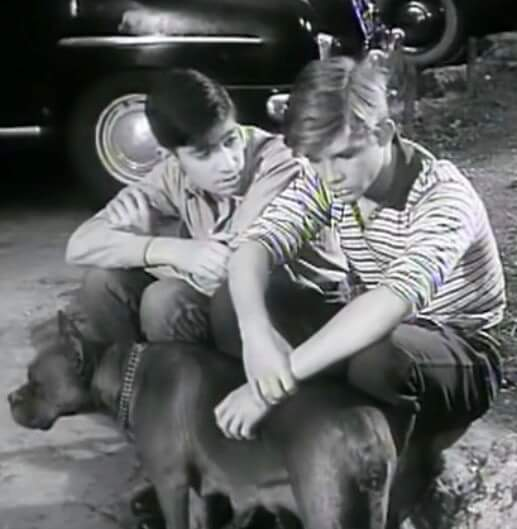
Giovanni Petrucci con George Poujolie in Cortile (1955)

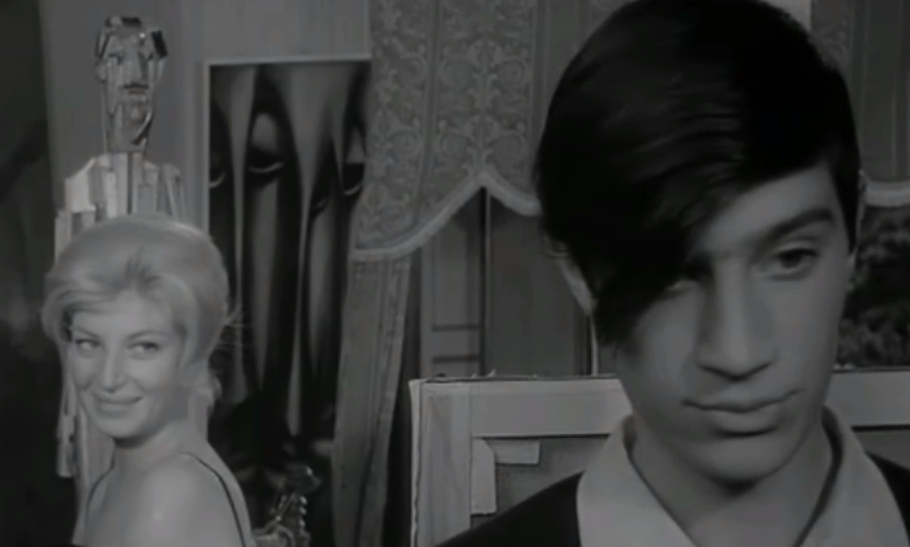
Giovanni Petrucci e Monica Vitti nel film L'avventura (1959)

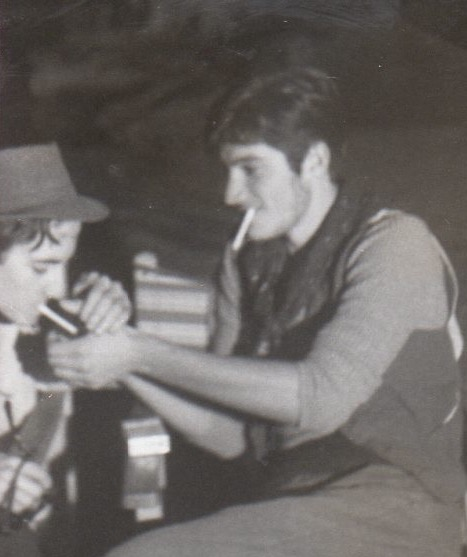
Giovanni Petrucci con Renzino Rossellini durante una pausa del film Viva l'Italia (1961)

### Cinema
- Cortile, regia di Antonio Petrucci (1955)
- L'avventura, regia di Michelangelo Antonioni (1960)
- Viva l'Italia, regia di Roberto Rossellini (1961)
- Le belle famiglie, regia di Ugo Gregoretti (1964)
- Il gladiatore che sfidò l'impero, regia di Domenico Paolella (1965)
- Ray Master l'inafferrabile, regia di Vittorio Sala (1966)
- Il cobra, regia di Mario Sequi (1967)
- Don Giovanni in Sicilia, regia di Alberto Lattuada (1967)
- El Desperado, regia di Franco Rossetti (1967)
- I diamanti che nessuno voleva rubare, regia di Gino Mangini (1967)
- I protagonisti, regia di Marcello Fondato (1968)
- Il sesso degli angeli, regia di Ugo Liberatore (1968)
- Quanto costa morire, regia di Sergio Merolle (1968)
- Pelle di bandito, regia di Piero Livi (1969)
- Sono Sartana, il vostro becchino, regia di Giuliano Carnimeo (1969)
- L'uomo dagli occhi di ghiaccio, regia di Alberto De Martino (1971)
- Estratto dagli archivi segreti della polizia di una capitale europea, regia di Riccardo Freda (1972)
- Sollazzevoli storie di mogli gaudenti e mariti penitenti - Decameron nº 69, regia di Joe D'Amato (1972)
- L'ultima neve di primavera, regia di Raimondo Del Balzo (1973)
- Quando l'amore è sensualità, regia di Vittorio De Sisti (1973)
- Il gatto di Brooklyn aspirante detective, regia di Oscar Brazzi (1973)
- Lucrezia giovane, regia di Luciano Ercoli (1974)
- Quaranta giorni di libertà, regia di Leandro Castellani (1974)
- Giro girotondo... con il sesso è bello il mondo, regia di Oscar Brazzi (1975)
- Roma violenta, regia di Marino Girolami (1975)
- L'avventurosa fuga, regia di Enzo Doria (1977)
- Puttana galera!, regia di Gianfranco Piccioli (1977)
- Prima della lunga notte, regia di Francesco Molè (1980)

### Televisione
- Caro maestro – serie TV, 1 episodio (1996)
- Lo zio d'America – serie TV, 1 episodio (2002)
- Ricomincio da me, regia di Rossella Izzo – miniserie TV (2005-2006)
- Fratelli detective – serie TV, 1 episodio (2011)

## Doppiaggio

### Cinema
- Otto Waalkes in Aiuto, ho ristretto mamma e papà!, Aiuto, ho ristretto i miei amici!
- Javier Botet in It, It - Capitolo due
- Patrick Stewart in Match
- Morgan Freeman in La rosa velenosa
- Andy Linton in The Business[1]
- Kevin Costner in Amore e morte al tavolo da gioco
- Alf Humphreys in X-Men 2[2]
- John Goodman in Beyond the Sea
- Jörg Hube in La Rosa Bianca - Sophie Scholl
- Graham Beckel in Black Dog[3]
- Akira Terao in Madadayo - Il compleanno[4]
- Antonio Banderas in La Legge del Desiderio
- Ralph Waite in Letters to God[5]
- Maury Chaykin in La doppia vita di Mahowny[6]
- Chelcie Ross in Di nuovo in gioco[7]
- Brian Dennehy in L'amore di Miss Leona
- Richard Piper in Pirati dei Caraibi - La vendetta di Salazar
- John Aylward in L'ultimo guerriero[8]
- Michael Traeger in My One and Only (ridoppiaggio)
- Chris Mulkey in Mysterious Skin[9]
- Rupert Farley in Brivido di sangue[10]
- Tommy Chong in La mia flotta privata[11]
- Stan Shaw in Body of Evidence[12]
- John Finn in C'era una volta Steve McQueen[13]
- Victor Argo in Il cattivo tenente[14]
- Patrick Chesnais in Selfie di famiglia
- Gunnar in UFO Sweden
- Kevin Healey in Il re della polka

### Film d'animazione
- Zio di Leon in Raggio di Luna[15]
- Hosogawa in Wolf Children - Ame e Yuki i bambini lupo[16]
- Quicksilver in Mamma, ho scoperto gli gnomi![17]
- Merlin in Il trenino Thomas - Viaggio oltre i confini di Sodor
- Beau in Il trenino Thomas - Un mondo di avventure
- Stan il venditore in Spider-Man - Un nuovo universo[18]

### Serie TV
- Salem Saberhagen, il gatto in Sabrina, vita da strega, Sabrina nell'isola delle sirene e Sabrina - Vacanze romane[19] (ridoppiaggio)
- George Wallace in K.C. Agente Segreto
- Barry Jackson in L'ispettore Barnaby
- Jean-Claude Brialy in Il conte di Montecristo[20]

### Soap opera e telenovelas
- Carlos March ne La maga[21]
- Enrique Otranto in La forza dell'amore

### Serie animate
- Principe Schrattenbach ne Il piccolo Mozart[22]
- Colonnello K in Danger Mouse[23]
- Skulk ne Gli orsetti volanti[24]
- Soun Tendo in Ranma ½ (doppiaggio Dynamic Italia; ep.32-125, film e OAV)
- Jorgen Von Strangle in Due fantagenitori[25] (st. 5)
- Basil in Red Caps[26]
- Kamen Kamen in Bryger[27]
- Budge in Dragon Booster[28]
- Myu Myu in FLCL[29]
- Gig in Hot Wheels Acceleracers[30]
- Dr. Rao in Conan il ragazzo del futuro (doppiaggio originale)[31]
- Generale in Mechander Robo[32]
- Kenny in Georgie
- Ukko Kivinen in L'inarrestabile Yellow Yeti

### Videogiochi
- Deathstroke in DC Universe Online[33]
- Il Dottore in Death Stranding[34]
- Zeus e Spirito Verde #1 in God of War[35]